# Круг (рассказ)
«Круг» (в англоязычном издании — «The Circle») — рассказ В. В. Набокова, первоначально написанный на русском языке и впервые опубликованный под названием «Рассказ» в марте 1934 года в парижской эмигрантской газете «Последние новости» под псевдонимом В. Сирин. В 1956 году был издан в составе авторского сборника «Весна в Фиальте и другие рассказы».
Рассказ предвосхитил последний русскоязычный роман писателя «Дар», к которому примыкает сюжетно и тематически и в который, возможно, должен был быть включён в качестве дополнения к опубликованной версии. В нём впервые упоминается фамилия Годуновых-Чердынцевых, чьи быт, отношения и имение описываются от лица стороннего наблюдателя, не принимающего участие в романе. Главная героиня рассказа — Таня, старшая сестра Фёдора, главного героя романа «Дар», который в рассказе упоминается лишь эпизодически.
Получила известность структура произведения, представляющая собой кольцевую композицию, в которой последнее предложение по сути предшествует первому и отсылает в его начало, а сам рассказ насыщен различными образами, символами окружности, занимающими важное значение в творчестве писателя. В настоящее время рассказ, получивший окончательное название «Круг», рассматривается как ключевой для понимания генезиса, структуры последнего и крупнейшего «русского» романа Набокова, а также методов его работы в целом.

## Сюжет
Рассказ композиционно построен по своеобразной круговой структуре, при которой, по замыслу автора, первые два предложения начинаются со слов «Во-вторых» и «В-третьих», а последнее, отсылающее в его начало, с «Во-первых». Русскому эмигранту Иннокентию Бычкову, оказавшемуся проездом в Париже, стало ужасно беспокойно на душе: «Во-вторых: потому что в нём разыгралась бешеная тоска по России. В-третьих, наконец, потому что ему было жаль своей тогдашней молодости — всего связанного с нею — злости, неуклюжести, жара, и ослепительно-зелёных утр, когда в роще можно было оглохнуть от иволог».
Сидя в кафе, он стал с грустью вспоминать прошедшие годы, детство, своего покойного отца, Илью Ильича Бычкова, который был учителем деревенской школы в Лёшино, вблизи имения известного учёного и путешественника К. Н. Годунова-Чердынцева, который эту школу основал и с семьёй которого у Иннокентия сложились противоречивые отношения. Владелец имения женился на вдвое младшей его женщине, много путешествовал, занимался наукой; семья его предпочитала крымское имение петербургскому, а по зимам жила в столице.

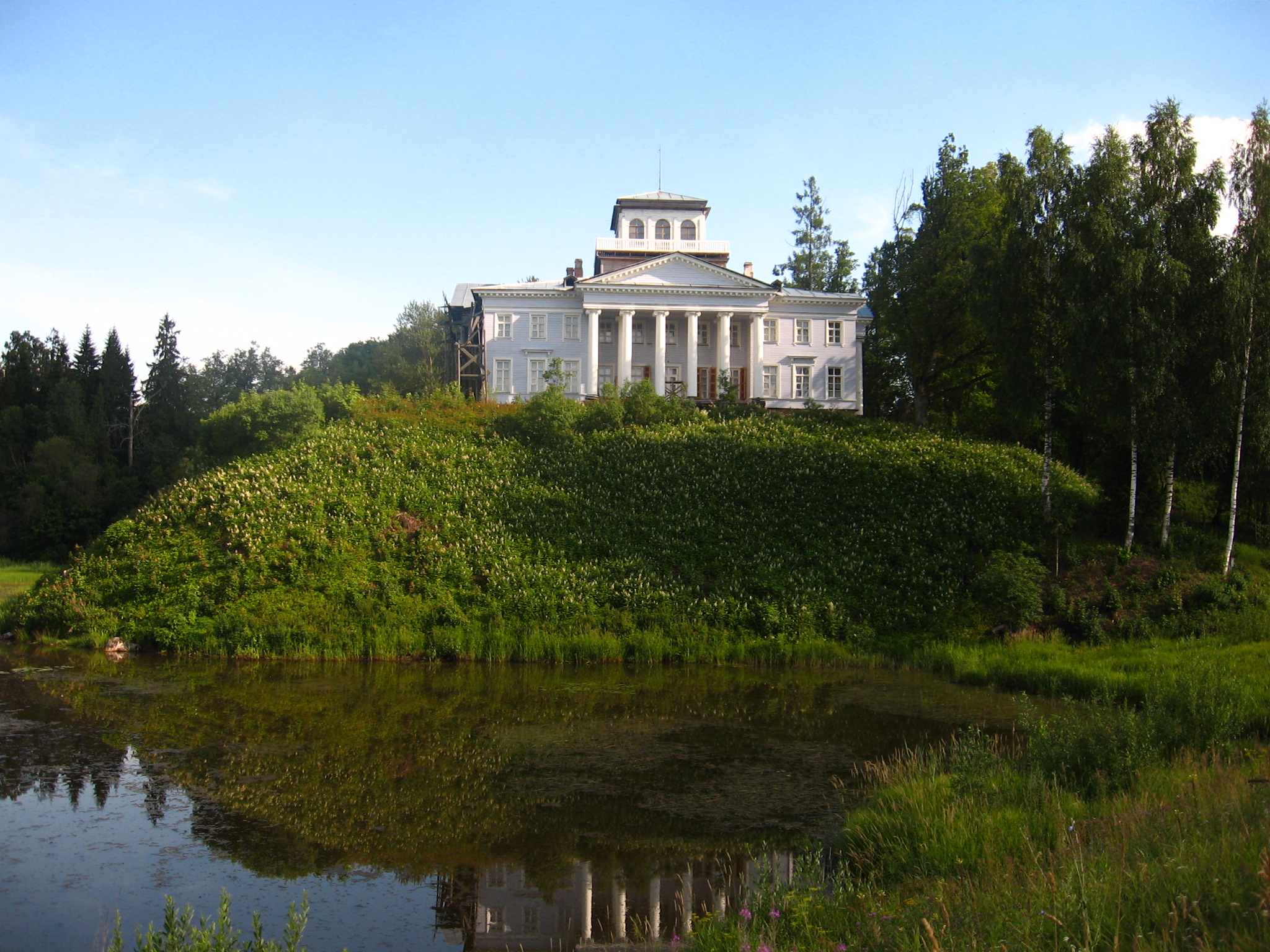
Имение семьи Набоковых в селе Рождествено Ленинградской области; в настоящее время музей-усадьба

Иннокентий, разделяющий взгляды русской радикально настроенной интеллигенции, презирает потомственных дворян Годуновых-Чердынцевых, живущих в богатой усадьбе за рекой. Кроме того, среди интеллигенции его круга было распространено предубеждение против всякого неприкладного естествоиспытания, и поэтому Годунова-Чердынцева упрекали в том, что он «интересуется Лобнорскими козявками больше, чем русским мужиком». Однажды в середине июня 1914 года Иннокентий попадает к Годуновым-Чердынцевым на семейный праздник, устроенный в саду, и Таня, хорошенькая дочь хозяина, приглашает его поиграть в мяч с ней и её друзьями. После знакомства Иннокентий стал часто с ними общаться, но старался не идти на слишком близкий контакт, предполагая, что над ним подсмеиваются. Как-то вечером он получил от Тани записку, в которой она назначала ему свидание. Он пошёл, хотя и опасался какой-то хитрости. При встрече плачущая Таня сказала, что завтра мать увозит её в Крым и что… «о, как можно быть таким непонятливым…».
Двадцать лет спустя, находясь в эмиграции, Иннокентий снова встречает Таню, по-прежнему очаровательную («вся как-то уточнившаяся за эти двадцать лет, с уменьшившимся лицом и подобревшими глазами»), её мужа Кутасова и десятилетнюю дочь. Потом он сидит один в парижском кафе, и мысли его всё кружат вокруг событий далёкого прошлого, вокруг его непростых отношений с Годуновыми: «Какое ужасное на душе беспокойство… А было ему беспокойно по нескольким причинам. Во-первых, потому что Таня оказалась такой же привлекательной, такой же неуязвимой, как и некогда».

## Создание
При работе над девятым романом «Дар» В. В. Набоков, параллельно с изучением биографии и творчества Н. Г. Чернышевского, обдумывал образ главного героя книги и подбирал ему подходящее имя. В связи с этим он в начале 1934 года попросил своего друга и знакомого по берлинским литературным связям, учителя русской литературы и истории Н. В. Яковлева подыскать в архивах, списках и т. д. и прислать ему старинную русскую дворянскую фамилию, предпочтительно боярского происхождения, которая состояла бы из трёх слогов, имела амфибрахическое строение и включала в себя шипящую согласную.
18 и 27 января Яковлев прислал ему из Риги, где он в то время проживал, два списка таких фамилий, удовлетворяющих требованиям писателя. В первом из списков была фамилия Чердынцевых (по мнению Яковлева, связанная по своему происхождению с названием города Чердынь), которую Набоков выбрал и соединил с фамилией Годунов, образовав таким образом фамилию Фёдора, главного героя романа «Дар», — Годунов-Чердынцев.
14 февраля 1934 года Набоков закончил рассказ, который позже получит окончательное название «Круг». Сам писатель в предисловии к англоязычному переводу рассказа, изданному в составе сборника «Весна в Фиальте и другие рассказы», ошибочно датировал его создание серединой 1936 года — перед тем, как навсегда покинуть Берлин и уже во Франции закончить роман «Дар». По словам Набокова, в это время от основной массы романа отделился вдруг «маленький спутник», который стал вокруг него вращаться; кроме того, Набоков, уточняя хронологию романа, отмечал, что у «Круга» «своя орбита и своя расцветка пламени».
По мнению набоковеда А. А. Долинина, этот рассказ представляет собой своеобразный набросок к последующему семейному описанию Годуновых-Черданцевых в романе «Дар». Работа над последним русскоязычным романом Набокова, несмотря на то, что он был опубликован в 1937—1938 годах, не была завершена. В 1938 году Набоков предполагал опубликовать полный текст «Дара» в издательстве «Петрополис», совладелец которого А. С. Каган предлагал писателю издать роман в двух книгах. Поскольку Набоков не мог согласиться с тем, что одна из глав окажется опубликованной в разных книгах, он увеличил второй том романа. В него вошли четвёртая и пятая главы, а также два приложения. Одно из них известно как рассказ «Круг», а вторым приложением стало «Второе добавление к „Дару“».
В письме к издателю и редактору Р. Н. Гринбергу (1893—1970) от 5 ноября 1952 года, обсуждая предложение о переиздании рассказа «Круг» в литературном журнале русской эмиграции «Опыты», писатель заметил: «Эта вещица в несколько страниц называется „Круг“ и построена по принципу „без начала, без конца“, впоследствии употреблённому Джойсом в „Fin [negan’s] W [ake]“. Я написал её в 1934 году, когда сочинял схему „Дара“».
Сохранился семистраничный авторский черновик рассказа, хранящийся в нью-йоркском архиве писателя и ошибочно датированный 1936 годом. Эта рукопись имеет рабочее название «Деталь орнамента», что, видимо, свидетельствует о композиционно-тематической принадлежности ко второму тому «Дара», в котором рассказ должен был стать «деталью» более обширного произведения, заняв место так называемого «Первого дополнения».

## Публикации

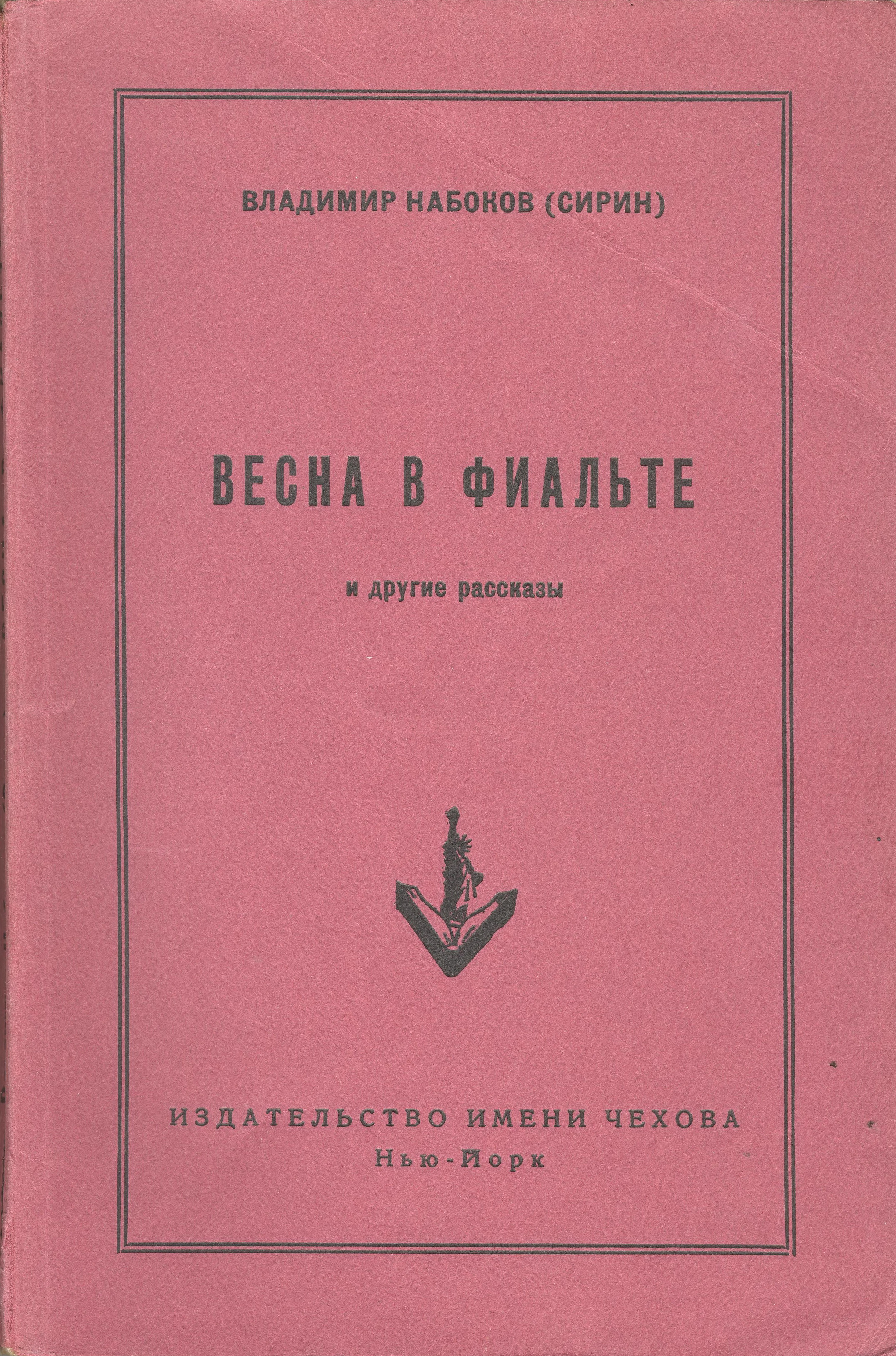
Обложка сборника рассказов В. В. Набокова «Весна в Фиальте и другие рассказы» Издательство имени Чехова. Нью-Йорк, 1956

Рассказ Набокова, написанный на русском языке, первоначально был опубликован в крупнейшей газете русской эмиграции «Последние новости» от 11—12 марта 1934 года под названием «Рассказ». С начала 1920 по 1940 год писатель опубликовал в эмигрантской периодике большое число рассказов под псевдонимом В. Сирин. Его сборник рассказов «Весна в Фиальте» должен был выйти в 1939 году в парижском издательстве «Русские записки», однако из-за начавшейся Второй мировой войны и переездом в США эта книга тогда не была издана.
Бежав от немецких войск в США, проживая там и перейдя на английский язык, писатель издал несколько сборников своих русских рассказов в переводах (нередко внося уточнения или изменения) и осуществил нереализованный во Франции замысел опубликования своего третьего сборника рассказов.
В 1956 году рассказ был опубликован в составе авторского сборника «Весна в Фиальте и другие рассказы» под названием «Круг». В эту книгу вошли 14 рассказов, написанных в Германии и Франции в 1930 годах. Английский перевод — «The Circle» — был впервые опубликован в журнале The New Yorker 29 января 1972 года и вошёл в англоязычный сборник «A Russian Beauty and Other Stories» («Красавица», 1973).

## Художественные особенности
Несмотря на то, что Фёдор, главный герой «Дара» упомянут в рассказе только эпизодически и без имени, а усадебный дворянский быт семьи Годуновых-Чердынцевых представлен с «внешней» точки зрения, которая в романе отсутствует, образ, состав и социальный статус семьи, а также облик и характер учёного Годунова-Чердынцева совпадают с тем, как они отражены в романе. Рассказ логически примыкает к жизнеописанию Н. Г. Чернышевского, составляемого в романе Фёдором, так как ведётся от лица сына школьного учителя Иннокентия Бычкова, студента-медика, сторонника естественнонаучного знания, чуждого гуманитарным, непрактичным устремлениям дворянской семьи. Сельская школа была построена на средства К. Н. Годунова-Чердынцева, что, однако, вызывало у Иннокентия чувство раздражения, что созвучно точке зрения Л. Н. Толстого.

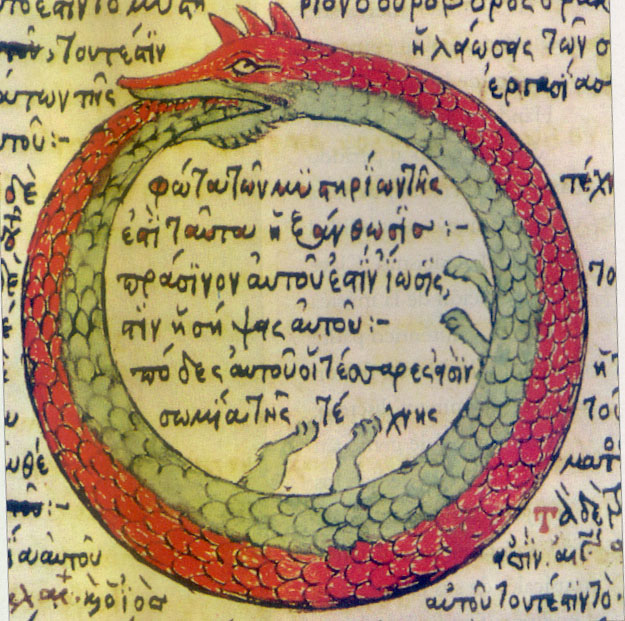
Изображение уробороса в алхимическом трактате Феодора Пелеканоса (1478)

Сам Набоков писал в предисловии к англоязычному переводу рассказа: «В композиционном отношении круг, описываемый этим довеском (последнее предложение в нём по сути предшествует первому), относится к тому же типу: змея, кусающая собственный хвост, — что и круговая структура четвёртой главы в „Даре“ (или, если угодно, „Поминок по Финнегану“, появившихся позже)».
Символы и образы, связанные с окружностью и её производными, занимают важное место в творчестве писателя, причём по Набокову округлость присуща не только предметам, но и абстрактным понятиям. Так, в своей программной лекции «Искусство литературы и здравый смысл», сопоставляя приятную нормальность повседневности, воплощённую в здравом смысле, с состоянием писателя-творца, выступая против здравого смысла в искусстве, Набоков писал:
Здравый смысл в принципе аморален, поскольку естественная мораль так же иррациональна, как и возникшие на заре человечества магические ритуалы. В худшем своём варианте здравый смысл общедоступен и потому он спускает по дешевке всё, чего ни коснется. Здравый смысл прям, а во всех важнейших ценностях и озарениях есть прекрасная округлённость — например, Вселенная или глаза впервые попавшего в цирк ребенка.
Филолог Галинская И. Л. приводит ряд примеров из произведений писателя, свидетельствующих об отношении писателя к фигуре круга. Так, в романе «Дар» жизнеописание Чернышевского представлено «в виде кольца», так как природа всего сущего кругообразна, а мотивы его биографии «послушны» писателю и по его воле они «описывают круг, как бумеранг или сокол, чтобы затем снова вернуться» к его руке. Рассуждая о соотношении между кругами и спиралями в своём творчестве, писатель в своей автобиографической книге «Другие берега» выразил мнение, что круг — это бесконечная спираль, а «спираль — одухотворение круга».
По наблюдению Дианы Тетиан, в рассказе постепенно раскрывается мир воспоминаний Иннокентия, в которых, как пересекающиеся круги на воде от капель дождя, круг юности пересекается с беспечной жизнью обитателей имения: «Постепенно, шаг за шагом, двигаясь осторожно и бережно, Иннокентий подходит и к главной причине своей грусти: любви к Тане, дочери Годунова-Чердынцева». Приблизившись к центру первого, «самого интимного круга, составляющего тайный двигатель его жизни», Иннокентий понимает, что он заключается в любви к Тане: «И тогда движение начинается сначала».
По мнению Е. В. Антошиной, сюжет рассказа композиционно строится по одной из часто повторяющихся у Набокова схем — это схема «кругов сна» (или пересекающихся реальностей), в которых последовательно оказывается герой произведения. В данном случае сюжетная схема становится и композиционной и отражается в названии рассказа. Первый из этих «кругов сна» представляет собой жизнь Иннокентия в имении Лёшино, где он впервые встречает Таню, второй — это встреча с ней уже в эмиграции: «Сама Таня является носительницей ещё одной разновидности реальности, в которую Иннокентий войти не может, и по этой причине Таня остается для него такой же загадочной и недоступной, как Россия, с которой ему не удаётся слиться, несмотря на программное братание с „народом“» и презрение к «аристократии»".
По словам Набокова, «Круг» создаст у читателя ощущение непрямого узнавания героев романа и их мира, «смещённых теней, обогащённых новым смыслом», что было вызвано тем, что этот мир представлен не глазами Фёдора, а показан с точки зрения постороннего человека, «не столь близкого ему, сколько радикалам-идеалистам старой России (которым, к слову сказать, суждено было так же ненавидеть большевистскую тиранию, как и либералам-аристократам)». Джейн Грейсон усматривает в утилитаризме радикала Иннокентия, который подозрительно относится к «барству» Годунова-Чердынцева и его интересу к неприкладной науке, взгляды разночинца Базарова, героя романа И. С. Тургенева «Отцы и дети», но в отличие от героя последнего, Иннокентий занимает позицию противника «чистой науки», а не «чистого искусства», как Базаров в его спорах с Николаем и Павлом Петровичем.